# Ками
Ками (на японски: 神) са духовете, божествата или „свещените сили“, които се почитат в шинтоизма. Те могат да бъдат елементи от пейзажа, природни сили, както и личности и техните качества. Много ками се считат за древни предци на японските кланове. По традиция, великите лидери, като например императора на Япония, могат да станат или вече са ками.
В шинтоизма, ками не са разделени от природата, а са част от нея, притежавайки положителни или отрицателни, добри или зли особености. Те са проявление на мусуби – взаимосвързващата енергия на Вселената и се считат за образци на това, към което човечеството трябва да се стреми. Счита се, че ками са скрити от този свят и обитават допълнително битие, огледално на нашето – шинкай.:с. 22 Да бъде човек в хармония с благоговейните аспекти на природата, той трябва да е осъзнал канагара но мичи (на японски: 随神の道 или 惟神の道 – букв. „пътя на ками“). Терминът може да бъде преведен по няколко начина на български, но няма дума дума, която да предаде пълното му значение.
Тъй като шинтоизмът няма основател или всеобхватна доктрина, текстовете Коджики и Нихоншоки от 8 век съдържат най-ранните сведения за японските митове за сътворението. Коджики включва описания на различни ками.:с. 39